# Johann Marcus Constantin Tarnow
Johann Marcus Constantin Tarnow, auch: Hermann Protestant, Friedrich Gutehr (* 23. Oktober 1766 in Rostock; † 29. April 1828 ebenda) war ein deutscher evangelisch-lutherischer Theologe.

## Leben
Der Sohn des Meisters am Heiligen-Geist-Hospital Julius Michael Tarnow hatte die Schule seiner Heimatstadt besucht und Ostern 1787 die Universität Jena bezogen. 1789 kehrte er zurück nach Rostock, erwarb sich am 10. September 1789 den akademischen Grad eines Magisters der Philosophie und hielt danach philosophische und theologische Vorlesungen ab. Am 29. Dezember 1791 wurde er Bakkalaureus der Theologie, hielt dann Vorlesungen über populäre Dogmatik, über Geschichte der Literatur und die Kunst. 1800 erhielt er eine Anstellung als zweiter Prediger an der St. Marienkirche in Rostock, widmete sich dann literarischen Arbeiten und setzte seine Privatstudien fort. 1810 wurde er zum vierten ordentlichen Professor der Theologie an der Universität Rostock berufen, was er bis zu seinem Lebensende blieb.

## Wirken
Tarnow hatte sich nicht nur mit Theologie beschäftigt. Im Besitz einer Bibliothek von fast 16.000 Bänden hatte er sich neben theologischen auch philosophischen Studien gewidmet. Mit dem neuen philosophischen System des Immanuel Kant hatte er sich viel auseinandergesetzt. Dies bestimmte auch sein Auftreten. So war er gutmütig gegen Arme und Notleidende, anderseits entwickelte er eine Strenge gegen menschliche Schwachheiten. Sein eheloses Leben mag dazu beigetragen haben. Nach seiner eigenen Versicherung hatte er sich nicht zu einer Heirat entschließen können, weil er kein weibliches Wesen gefunden zu haben glaubte, das mit seinen zum Teil paradoxen Ansichten über Freiheit, Wahrheit und Recht übereingestimmt hätte. Am deutlichsten sprach er diese Ansichten, die ihn in mehrere literarischen Fehden, besonders mit Samuel Gottlieb Lange (1767–1823) verwickelten, in seiner 1793 herausgegebenen Schrift: „Ueber Protestantismus, Katholicismus u. s. w.“ aus.

## Werke
- Ueber Protestantismus, Katholicismus, geheime Gesellschaften, das Verhältniß zwischen Staat und Religionsgesellschaften und den Religionseid bei Protestanten; oder Beantwortung einiger 1771 hierüber aufgeworfener Fragen, die für Jeden, dem Religion theuer ist, auch annoch und ganz besonders in unsern Tagen äußerst wichtig sind. Von Herrmann Protestant. Nebst einem Anhange. Frankfurt und Leipzig 1793 (Mit einem neuen Titelblatt und dem Zusatz: 2. Ausgabe. Germanien 1798; 4. Auflage (unter dem Titel: Ueber Protestantismus, Katholicismus, Papismus, Iesuitismus u.s.w.)) Frankfurt und Leipzig 1818
- Verzeichniß der Titel, der Verfasser und zum Theil des Hauptinhalts von den sämmtlichen Büchern, woraus diejenige Bibliothek besteht, welche von der zur Beförderung des Guten und Wahren, Nützlichen und Schönen vereinigten Roftockischen Lesegesellschaft errichtet ist. 1. Stück, nebst einer nöthigen Vorrede. Rostock 1794
- Ueber gute allgemeine Aufklärung und Geistesfreiheit. Ein Wort für die jetzige Zeit. Aus einem glücklichen Lande. Rostock 1794 (Ist die Vorrede zu dem vorigen Werk)
- Ueber die jetzige politische Lage Europas, nebst einem Anhange, An alle Gutgesinnten. Schleswig 1794
- Freimüthiges Urtheil eines protestantischen Theologen über einen ganz neuen höchst bedenklichen Vorfall in einem der vornehmsten protestantischen Staaten in Deutschland, besonders auch die Religionsfreiheit betreffend. Gedruckt in einem glücklichen Lande und zu haben an allen Orten. 1795
- Sittlich-staatige Schriften von Friedrich Gutehr. 1. Heft: Ueber den allgemeinen Schriftstellerfrieden und über das Verhältniß desselben zum allgemeinen Staatenfrieden. Weltstadt 1799 (Auch unter dem Titel: Über den allgemeinen Schriftstellerfrieden.)